# Repas funèbre

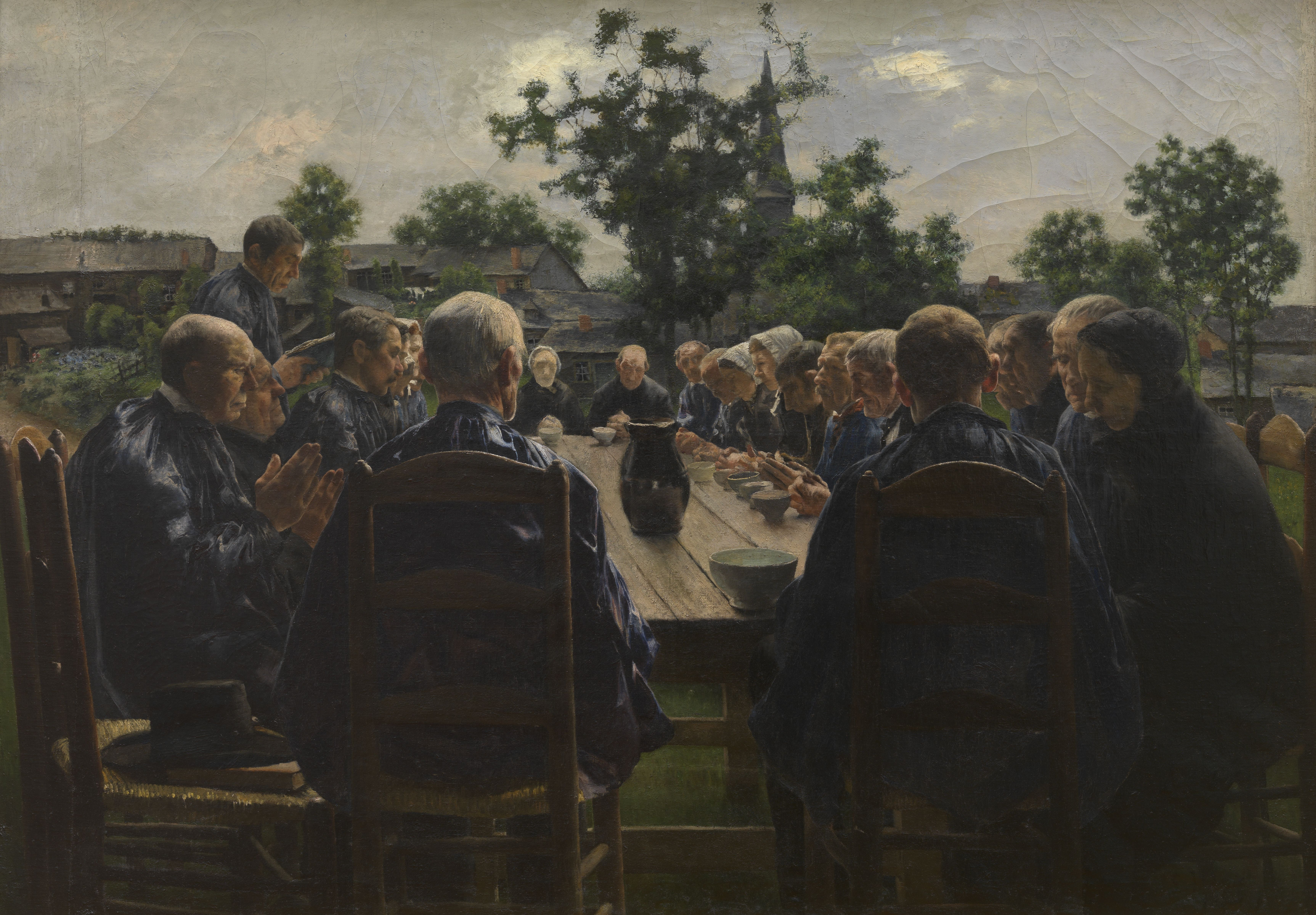
Le repas funéraire - Léon Frédéric - 1886 - Musée des Beaux-Arts de Gand

Un repas funèbre, également appelé repas funéraire, est un repas officié durant les rites funéraires ou après ceux-ci. Selon les peuples et les civilisations, il est une composante plus ou moins importante des rites suivis lors d’un décès. Il peut aussi bien avoir une valeur rituelle et spirituelle très forte et indissociable au passage du défunt vers l’autre monde, ou au contraire avoir un rôle plus secondaire en ne servant qu’à honorer ou commémorer la mémoire de celui-ci.